# Horsey
Horsey is een civil parish in het bestuurlijke gebied North Norfolk, in het Engelse graafschap Norfolk met 99 inwoners.